# Brett Toth
Brett Toth (Charleston, 1º settembre 1996) è un giocatore di football americano statunitense che milita nel ruolo di offensive tackle per i Philadelphia Eagles della National Football League (NFL).

## Carriera

### Philadelphia Eagles
Dopo non essere stato scelto nel Draft, nell'agosto 2019 Toth firmò un contratto triennale con i Philadelphia Eagles, pur avendo già perso il training camp estivo e due gare di pre-stagione.

### Arizona Cardinals
Gli Eagles svincolarono Toth ma questi firmò con gli Arizona Cardinals alla fine della pre-stagione 2019. Fu inserito in lista infotunati il 19 ottobre 2019.
Il 4 settembre 2020 Toth fu svincolato dai Cardinals, ma tornò in lista infortunati due giorni dopo. Fu svincolato definitivamente il 6 ottobre 2020.

### Ritorno ai Philadelphia Eagles
Il 7 ottobre 2020 Toth firmò per fare ritorno agli Eagles, dove fece il suo debutto nella NFL nella settimana 6 contro i Baltimore Ravens.
Il 2 novembre 2021 Toth fu svincolato dagli Eagles, rifirmando subito dopo per la squadra di allenamento. Fu promosso nel roster attivo il 30 novembre. Nel penultimo turno contro i Dallas Cowboys gli Eagles fecero riposare i loro titolari e Toth poté giocare maggiormente come centro ma si infortunò al ginocchio nel secondo quarto. Fu inserito in lista infortunati il 10 gennaio 2022. Il 27 luglio 2022 tornò attivo. Il 23 agosto 2022 fu di nuovo inserito in lista infortunati.

## Palmarès
- Super Bowl : 1

Philadelphia Eagles: LIX
- National Football Conference Championship: 2

Philadelphia Eagles: 2022, 2024